# Toret

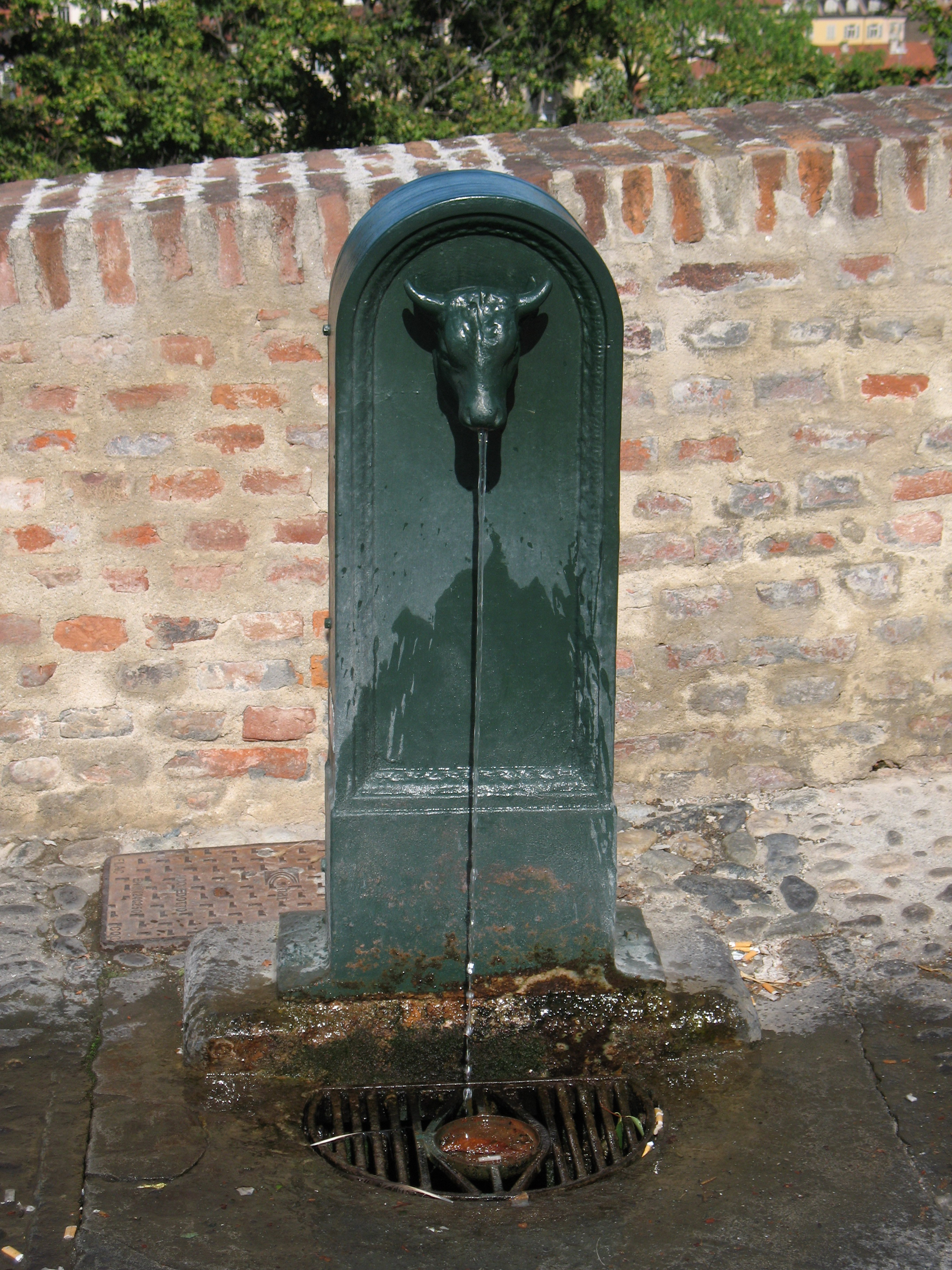
Un torèt al Monte dei Cappuccini.

Torèt (AFI [tʊˈrɛt]) è un sostantivo della lingua piemontese che significa letteralmente  "toretto", cioè "piccolo toro". In senso traslato, il termine viene comunemente adoperato per designare la tipica fontanella pubblica della città di Torino, di cui è una celebre caratteristica dell'arredo urbano.

## Descrizione

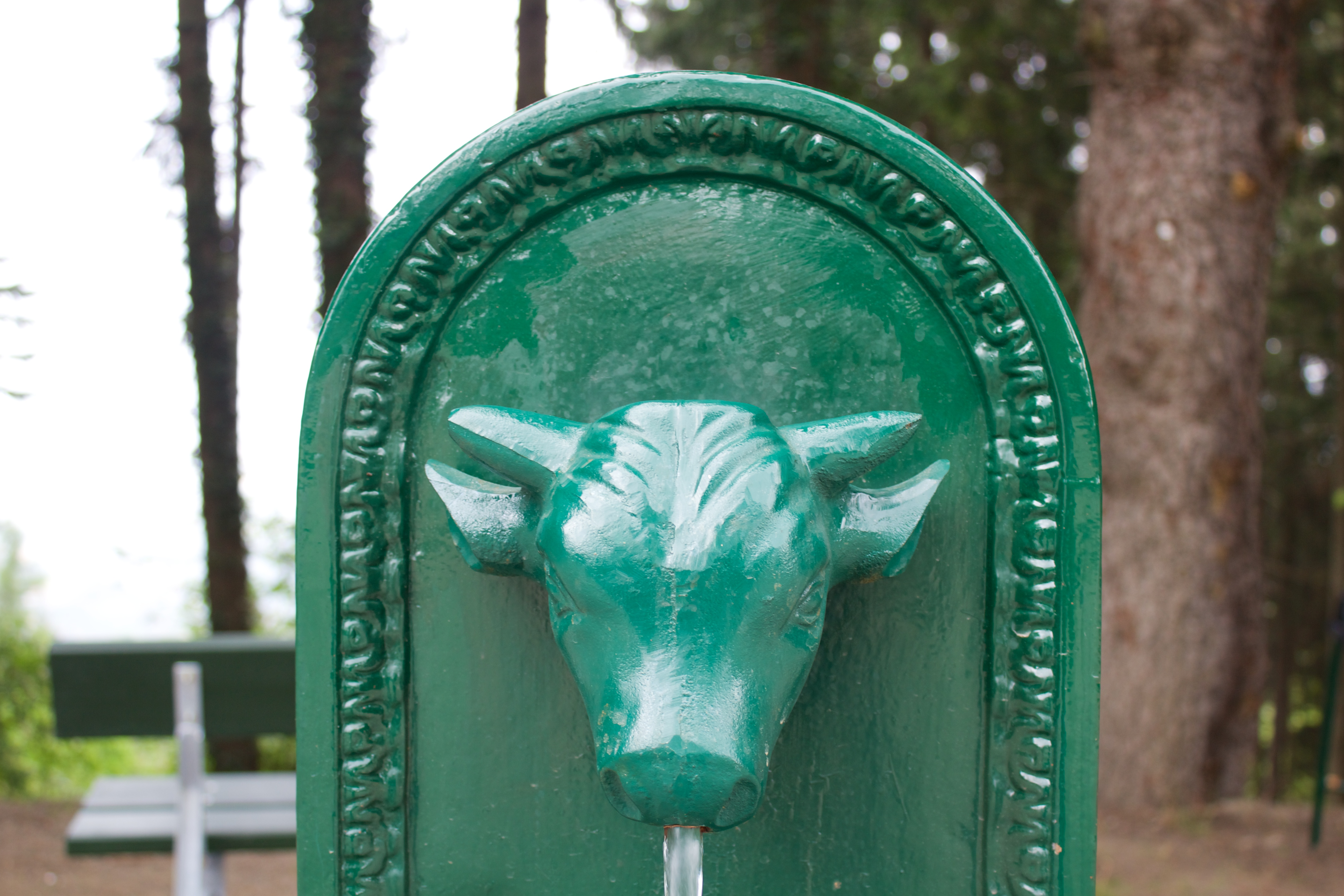
Particolare della testa del torèt. Esistono stampi differenti che presentano alcune varianti estetiche.

La fontana è in fusione di ghisa, con sviluppo verticale parallelepipedo chiuso da una volta emicilindrica; è dipinta d'un particolare colore verde bottiglia il quale è anch'esso, a sua volta, iconico. La cannella d'erogazione posta sul fronte è costituita da una piccola testa di toro dalla cui bocca sgorga l'acqua. La testa di toro richiama l'animale icona della città di Torino: il toro rampante, presente anche sui simboli cittadini ufficiali. Completa l'installazione, a terra, una griglia emicircolare di scolo spesso munita di una conca centrale per l'abbevero degli animali da compagnia.

## Storia

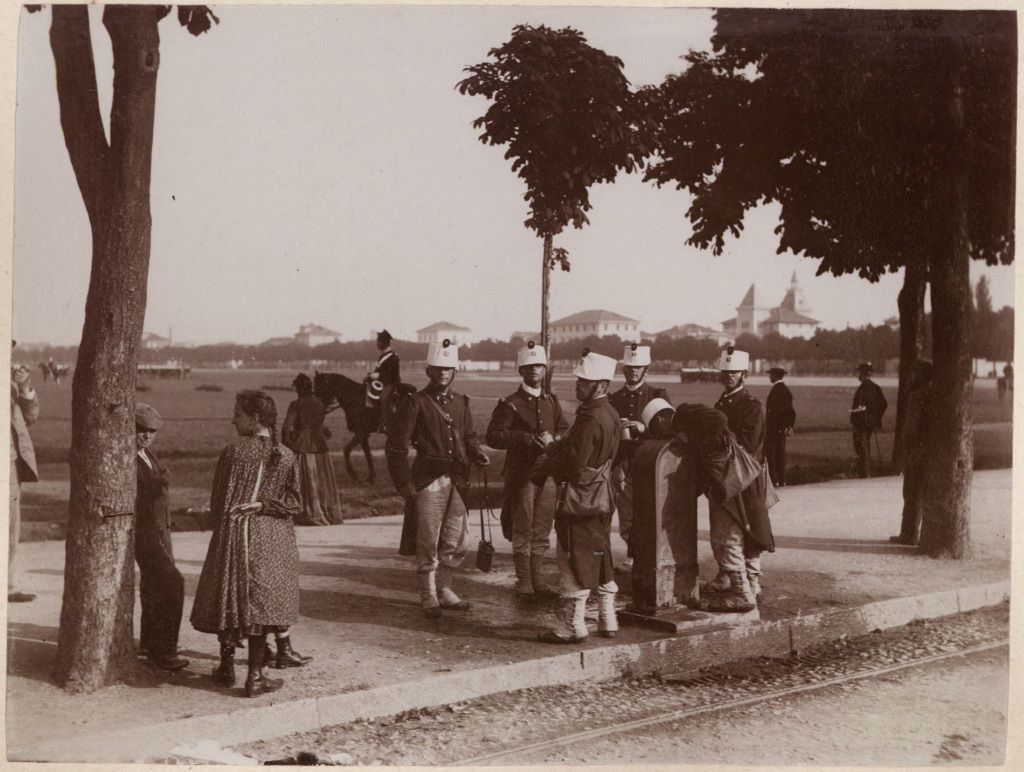
Mario Gabinio: soldati si dissetano a un torèt durante le esercitazioni militari in Piazza D'Armi (1910 circa).

Secondo gli atti conservati presso l'Archivio Storico di Torino, il primo progetto per l'installazione di fontanelle in città risale al 23 aprile 1861 ad opera dell'allora ingegnere capo della città di Torino Edoardo Pecco; nel documento vengono individuati 81 punti d'erogazione d'acqua per usi vari (potabile, irriguo, antincendio, ecc.) e viene specificato che alcuni di essi faranno della decorazione il loro principale oggetto. 
In data 27 marzo 1862 la Giunta comunale delibera l'installazione di 21 fontanelle d'acqua potabile, la prima delle quali viene installata nel popolare Borgo San Donato; sono allegati all'atto i prospetti dei nuovi erogatori, che nei disegni presentano già compiutamente la forma "a torèt" ancora oggi in uso. Il 7 luglio 1862 la Giunta comunale stabilisce che è opportuno aumentare a 45 il numero di fontanelle da installarsi. Infine, a seguito della firma delle Condizioni per la provvista di fontanelle in ghisa da collocarsi sul suolo pubblico tra il Sindaco di Torino, gli Assessori, ed il fonditore Martino Polla (che si impegna a fornire quattro fontanelle alla settimana), ha inizio la messa in opera vera e propria dei torèt: il documento è datato 17 luglio 1862. 
Nel 1868 alcune di queste fontanelle erano certamente già operative: in un articolo apparso nel settembre 1868 sulle pagine della Rivista contemporanea e intitolato La condotta dell'acqua potabile ed il municipio di Torino; Cenni storico-statistici, a pagina 349 l'autore scrive  «delle piccole fontane che le numerose teste di toro perennemente stanno versando ai varj punti della città», riferendosi evidentemente ai torèt.
Negli anni trenta del XX secolo i torèt erano ormai numerosi nelle strade e piazze di Torino, in particolar modo presso le aree mercatali, lungo i grandi viali alberati e nei giardini pubblici. Alle opere in ghisa, ora prodotte dalla Fonderia Pinerolese di Frossasco, si preferivano occasionalmente dei grandi modelli in pietra, collocati prevalentemente presso le aree auliche dei giardini monumentali ed in collina. 
Complessivamente, oggi vi sono circa 800 torèt sparsi per le vie del capoluogo subalpino. In origine l'acqua che alimentava le fontane proveniva dall'acquedotto del Pian della Mussa e dalla conca della Dora Riparia presso Collegno. Oggi esse sono alimentate dalla rete ordinaria dell'acquedotto civico, che miscela l'acqua di sorgente a quella attinta dalle falde sotterranee e a una frazione sanitarizzata dell'acqua del fiume Po.

## Nella cultura di massa

### Valore simbolico dei manufatti
I cittadini torinesi hanno sviluppato un acutissimo senso d'affezione verso il torèt, che ritengono essere un oggetto-simbolo della loro città, indissolubilmente legato non solo al soddisfacimento di necessità alimentari in momenti d'emergenza o nella pratica sportiva, ma spesso anche a ricordi d'infanzia e a vicende sentimentali.
Alcuni recenti episodi hanno fatto definitivamente comprendere all'amministrazione pubblica come la cittadinanza consideri ormai i torèt "alla stregua di un oggetto sacro, intoccabile". La proposta di farli ridipingere da alcuni artisti di rilievo, alterandone dunque il colore tradizionale, ha suscitato un vespaio di polemiche ed è stata respinta al mittente anche da alcuni degli stessi artisti coinvolti, come nel caso di Ugo Nespolo e di Luigi Mainolfi. Successivamente, l'annuncio che nelle piazze auliche del centro storico i torèt tradizionali sarebbero stati sostituiti da un nuovo modello stilizzato in pietra si è concluso in una bufera di critiche e lettere di protesta al punto che la soprintendente ai beni architettonici Luisa Papotti, assillata da martellanti telefonate di torinesi furibondi, si è vista costretta a comunicare ufficialmente a mezzo stampa che la Soprintendenza non aveva nulla a che fare con la proposta del Comune.
Nel pieno infuriare della polemica, il quotidiano torinese La Stampa lanciò un instant poll in rete col quale chiedeva ai cittadini di esprimersi sulla questione. Parteciparono alla votazione più di 7000 persone, con risultati plebiscitari: nel 96% dei casi i votanti si espressero in favore del mantenimento dei tradizionali torèt verdi. La vicenda divenne addirittura un boomerang quando sia nella Circoscrizione 1 che in Consiglio comunale venne infine richiesto di installare dei nuovi torèt nelle stazioni ferroviarie e all'aeroporto, per accogliere i turisti con un simbolo della città.
Memori di questi precedenti, i due principali candidati sindaco della campagna per le elezioni amministrative del 2011, Piero Fassino e Michele Coppola, si sono entrambi espressamente pronunciati a favore del mantenimento dei torèt tradizionali e li hanno impiegati, pur con modalità differenti, come strumenti della propria campagna elettorale.
Già prima di loro, l'ex sindaco di Torino Valentino Castellani aveva festeggiato la propria elezione dissetandosi con l'acqua di un torèt, ripreso dalle telecamere RAI del telegiornale regionale.
A riprova della presenza dei torèt nell'immaginario torinese si può ricordare come, a partire dal 2010, i torèt compaiano a fianco della Mole Antonelliana e del gianduiotto nella gamma di gadget studiati dal comune di Torino in collaborazione con undici aziende locali per promuovere l'immagine della città nonché per finanziare il comune stesso, il quale percepisce una quota di royalty sugli oggetti venduti.
Mario Pellegrino, proprietario della Fonderia Pinerolese, ha ricordato in un'intervista pubblicata su La Stampa d'aver ricevuto alcune commesse anche da lavoratori giunti dal sud Italia negli anni '60 i quali, raggiunta l'età della pensione, desideravano tornare al paese d'origine portando con sé un torèt a ricordo del loro lungo e operoso soggiorno torinese.

### Usi e costumi
Tra i torinesi è molto diffuso lo scherzo consistente nell'invitare un forestiero a "bere qualcosa al Toro Verde" (talvolta inglesizzato in Green Bull), lasciando intendere che si tratti d'un rinomato locale pubblico. Lo scherzo si conclude quando la persona, condotta sul posto, scopre che il locale in questione è in realtà... una fontanella pubblica, dalla quale poter bere un gratuito sorso d'acqua.

### In arte e letteratura
Il rapper torinese Willie Peyote ha intitolato Sindrome di Tôret il suo album pubblicato nell'ottobre del 2017.

### Presenza su internet
Nel 2011 è stata creata l'applicazione per iPhone iToret, che consente di visualizzare su una mappa interattiva la fontanella più prossima al punto in cui ci si trova.
Dal 20 settembre 2012 i cittadini torinesi possono "adottare moralmente" un torèt e inviare fotografie o racconti ad esso legati tramite il sito www.ilovetoret.it, creato da Mauro Allietta col patrocinio di SMAT, Città di Torino e Regione Piemonte. Nelle sole prime 24 ore di attività, il sito ha registrato più di 200 adozioni.

### Leggende metropolitane

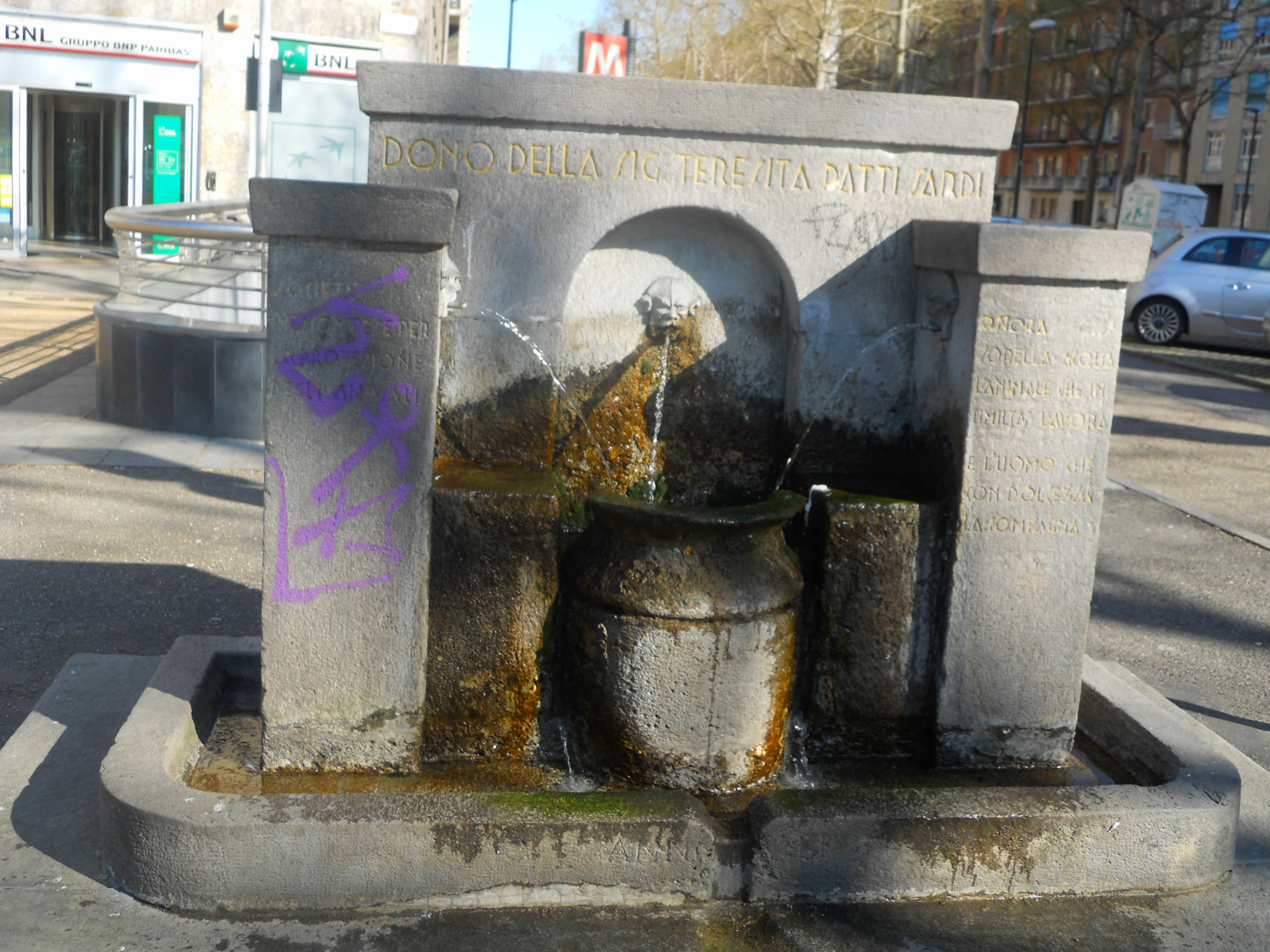
La fontana di Piazza Rivoli

La tradizione storica secondo cui i primi torèt installati in città sarebbero stati allacciati all'acquedotto del Pian della Mussa è quasi certamente all'origine della leggenda metropolitana la quale vorrebbe che la fontana di Piazza Rivoli, in Torino, erogasse tuttora acqua della medesima sorgente. Nonostante i responsabili dell'acquedotto torinese abbiano più volte smentito il fatto, affermando anzi che la fontana è connessa all'acquedotto ordinario e che dunque eroga comune acqua di rubinetto, fino al principio del XXI secolo, epoca in cui l'erogazione d'acqua fu sospesa per lungo tempo a causa dei lavori di costruzione della linea 1 di metropolitana, attorno alla fontana si affollavano sovente numerose persone – in prevalenza anziane – munite di taniche e bottiglioni per far scorta d'acqua. Il fatto è stato ripreso anche in saggi monografici sulla città, talvolta con risvolti comici.